# لورا برانیگن (آلبوم)
«لورا برانیگن» (به انگلیسی: Laura Branigan) آلبومی از هنرمند اهل ایالات متحده آمریکا لورا برانیگن است.